# Szkoła Języków Antycznych i Orientalnych Uniwersytetu Wrocławskiego
Szkoła Języków Antycznych i Orientalnych Uniwersytetu Wrocławskiego – jednostka dydaktyczna należąca do struktur Wydziału Neofilologii UWr, wchodząca w skład Instytutu Studiów Klasycznych, Śródziemnomorskich i Orientalnych Uniwersytetu Wrocławskiego

## Nauczane języki
Szkoła oferuje kursy następujących języków:
- japoński
- język arabski
- język nowogrecki
- hindi
- język koreański
- język hebrajski
- język starogrecki
- język łaciński
- sanskryt

Zajęcia odbywają się w budynku Instytutu Studiów Klasycznych, Śródziemnomorskich i Orientalnych przy ul. Komuny Paryskiej 21 we Wrocławiu.

## Władze
Dyrektor: dr Krzysztof Morta

## Adres
ul. Komuny Paryskiej 21
50-410 Wrocław